# Assylkhan Turar
Assylkhan Turar, né le 10 août 1997, est un coureur cycliste kazakh. Il participe à des compétitions sur route et sur piste,.

## Palmarès sur route

### Par année
- 2015
  -  Champion du Kazakhstan du contre-la-montre juniors
  - 3e du championnat du Kazakhstan sur route juniors

### Classements mondiaux
| Année                                 | 2021 | 2022 | 2023  | 2024  |
| ------------------------------------- | ---- | ---- | ----- | ----- |
| Classement mondial                    | nc   | nc   | 3078e | 2455e |
| UCI Asia Tour                         | 144e | nc   | 355e  | nc    |
|                                       |      |      |       |       |
| Légende : nc = non classéSource : UCI |      |      |       |       |

## Palmarès sur piste

### Championnats du monde
- Pruszków 2019
  - 23e de la course aux points

### Championnats nationaux
- 2015
  -  Champion du Kazakhstan de poursuite par équipes (avec Robert Gaineyev, Madi Azen et Pazylbek Zhaksylyk)
  - 3e du championnat du Kazakhstan de l'omnium
- 2018
  - 3e du championnat du Kazakhstan de l'omnium
- 2019
  -  Champion du Kazakhstan de poursuite par équipes (avec Robert Gaineyev, Gabiden Azen et Igor Yussifov)
- 2020
  -  Champion du Kazakhstan de course aux points
  - 2e du championnat du Kazakhstan de poursuite par équipes
  - 3e du championnat du Kazakhstan de l'américaine
- 2021
  -  Champion du Kazakhstan du scratch
  - 2e du championnat du Kazakhstan de poursuite par équipes
- 2022
  - 2e du championnat du Kazakhstan de l'américaine
- 2023
  - 2e du championnat du Kazakhstan de l'américaine
  - 2e du championnat du Kazakhstan de course à l'élimination
  - 3e du championnat du Kazakhstan de poursuite par équipes
  - 3e du championnat du Kazakhstan de course aux points
- 2024
  - 2e du championnat du Kazakhstan de l'américaine